# Кобен, Харлан
Харлан Кобен (род. 4 января 1962, Ньюарк, Нью-Джерси) — американский писатель, автор детективных романов-триллеров, сюжет которых часто связан со «спящими убийствами» в прошлом и пропажами без вести.

## Биография

### Ранние годы
Родился в еврейской семье в Ньюарке, Нью-Джерси, вырос в Ливингстоне. Окончил среднюю школу Ливингстона вместе со своим другом детства, будущим губернатором Крисом Кристи. После окончания колледжа, где изучал политологию, работал в отрасли туризма в компании своего деда.
Первая книга Кобена была напечатана в 26 лет анонимно. Его наиболее крупный цикл рассказывает о Майроне Болитаре, бывшем баскетбольном игроке, ставшем спортивным агентом, который ввязывается в криминальные проблемы своих клиентов.

### Сделка с Netflix
В августе 2018 года Кобен подписал многомиллионное пятилетнее соглашение с американской компанией Netflix. Согласно договору, 14 романов Кобена будут превращены в оригинальные сериалы или фильмы Netflix, а сам он выступит исполнительным продюсером всех проектов. Первым названием, выпущенным в рамках сделки, был «Незнакомец» , основанный на его одноименном романе, премьера которого состоялась в январе 2020 года.
В октябре 2022 года было объявлено, что Netflix продлил сделку ещё на 4 года, а серия из 11 книг Myron Bolitar теперь также доступна для адаптаций.
20 февраля 2023 года было объявлено, что фильм «Обмани меня однажды» станет предстоящей адаптацией для Netflix.

## Личная жизнь
Женат на Энн Армстронг-Кобен, педиатре, у них четверо детей. Харлан Кобен познакомился со своей женой, когда они начинали играть в составе своих команд в колледже Амхерст. Они поженились в 1988 году.

## Награды
Его роман «Держись крепче», опубликованный 15 апреля 2008 года, стал его первой книгой, дебютировавшей под номером 1 в списке бестселлеров New York Times и Лондонский бестселлер по версии журнала Times.
Харлан Кобен — обладатель наград Эдгар, Shamus и Энтони, первый писатель, который получил все три. Он также первый в списке 10 лучших детективных писателей Америки по версии Нью-Йорк Таймс.

### Myron Bolitar — Майрон Болитар
- The Rise and Fall of Super D (2005) — рассказ

1. Deal Breaker (1995) — «Нарушитель сделки». Прошло 1,5 года со времени исчезновения девушки клиента Майрона, но неожиданно возникают проблемы. Премия Anthony Award
2. Drop Shot (1996) — «Укороченный удар». Теннисистку, чья карьера разрушена, убивают.
3. Fade Away (1996) — «Вне игры». Майрона просят найти баскетболиста, его недруга еще с колледжа. Премии Shamus Award и Edgar Allan Poe Award.
4. Back Spin (1997) — «Подкрутка». На чемпионате по гольфу, который он ненавидит, Майрон сталкивается с семьей своего друга Уина. Премия Barry Award
5. One False Move (1998) — «Один неверный шаг». Клиентка, молодая негритянка-баскетболистка, просит найти своего отца, человека, который учил Майрона баскетболу
6. The Final Detail (1999) — «Главный подозреваемый».
7. Darkest Fear (2000) — «Темнейший страх»
8. Promise Me (2006) — «Обещай мне»
9. Long Lost (2009) — «Давно потерянный»
10. Live Wire (2011) — «Скованные одной цепью». Премия RBA International Prize for Crime Writing
11. Home (2016) — «Дом»

### Mickey Bolitar (1st Myron Bolitar spin-off series) — Микки Болитар
1. Shelter (2011) — «Приют»
2. Seconds Away (2012) — «»
3. Found (2014) — «Найденное»

### Wilde — Уайльд
1. The Boy from the Woods (2020)
2. The Match (2022)

### Windsor Horne Lockwood III (2nd Myron Bolitar spin-off series) — Виндзор Хорн Локвуд III
1. Win (2021) — Победитель

### Вне циклов
- Play Dead (1990) — «Притворись мертвым»
- Miracle Cure (1991) — «Чудодейственное лекарство»
- Tell No One (2001) — «Не говори никому». Герой тяжело переживает смерть жены, умершей 6 лет назад, но вдруг от неё приходит электронное письмо. Экранизирован во Франции в 2006 году, в Голливуде рассматривался проект ремейка с Беном Аффлеком.
- Gone for Good (2002) — «Ушел навсегда (Пропащий)». Старший брат героя пропал много лет назад, якобы, убив свою подружку. После смерти матери герой узнает, что его брат жив.
- No Second Chance (2003) — «Второго шанса не будет». Похищена дочь главного героя.
- Just One Look (2004) — «Всего один взгляд». Грейс, получив в фотоателье конверт со свежеотпечатанными снимками, находит среди них фото своего мужа в молодости.
- The Innocent (2005) — «Невиновен». Мэтт отсидел несколько лет за случайное убийство в колледже, но потом встретил Оливию, и жизнь наладилась, пока ему не начинают приходить с её телефона странные фотографии.
- The Woods (2007) — «Чаща». Прокурор пытается решить загадку пропажи своей сестры 20 лет назад в лесу, возможно, от руки серийного маньяка. По мотивам романа снят польский мини-телесериал 'В густом лесу' / 'W głębi lasu' (2020).
- Hold Tight (2008) — «Мертвая хватка»
- Caught (2010) — «Ловушка»
- Stay Close (2012) — «Прошлое на отпустит»
- Six Years (2013) — «Шесть лет»
- Missing You (2014) — «Скучаю по тебе»
- The Stranger (2015) — «Незнакомец»
- The Magical Fantastical Fridge (2016) — «Волшебный фантастический холодильник», иллюстрированная детская книга
- Fool Me Once (2016) — «Единожды солгав»
- Don't Let Go (2017) — «Не отпускай»
- Run Away (2019) — «Убегай!»
- I Will Found You (2023) — «Я найду тебя»

## Экранизации
- Не говори никому (2006, Ne le dis à personne, фильм, Франция)
- Без права на второй шанс (2015, Une chance de trop, сериал, Франция)
- Пять[англ.]/Пятеро (2016, The Five, сериал, Великобритания)
- Только один взгляд (2017, Juste un regard, сериал, Франция)
- Безопасность/Омут (2018, Safe, Нетфликс США)
- Незнакомка (2020, The Stranger, Нетфликс США)
- В густом лесу (2020, The Woods/W głębi lasu, Нетфликс Польша)
- Харлан Кобен. Невиновен (2021, The Innocent/El Inocente, Нетфликс Испания)
- Пропащий (2021, Gone for Good/Disparu à jamais, Нетфликс Франция)
- Прошлое не отпустит (2021, Stay Close, Нетфликс Великобритания)
- Держись крепче/Мертвая хватка (2022, Hold Tight/Zachowaj spokój, Нетфликс Польша)
- Приют (2023, Harlan Coben's Shelter, Amazon)
- Единожды солгав (2024, Fool Me Once, Нетфликс Великобритания)